# فيروس A23
فيروس A23 (بالإنجليزية: A23 virus)‏ هو نمط مصلي فيروسي ضمن جنس الفيروس المعوي.